# De twaalf maagden
De twaalf maagden is een hoorspelserie van Stewart Farrar. Het eerste van de zes delen van The Twelve Maidens werd door de BBC uitgezonden op 17 juli 1971. De AVRO volgde vanaf woensdag 8 februari 1972 (met een herhaling vanaf zondag 25 augustus  1985). De vertaling was van Tom van Beek en de spelleiding berustte bij Kommer Kleijn.

## Inhoud
Op het Engelse platteland test een wetenschappelijk team een nieuwe biologische radar (een systeem dat biologische organismen in de omgeving kan detecteren). Ze krijgen te maken met heksen die Zwarte Magie bedrijven. Sommige leden van het team weten gelukkig een en ander af van Witte Magie. Hun geavanceerde technologie kan weinig meer doen dan psychische velden registreren op het ogenblik dat Goed en Kwaad het aan het uitvechten zijn.

## Delen
1. De dode cirkel (duur: 37 minuten)
2. Wit tegen zwart (duur: 37 minuten)
3. De nieuwe heks (duur: 39 minuten)
4. Zwarte midzomernacht (duur: 34 minuten)
5. De uitdaging (duur: 34 minuten)
6. Bel voor de laatste ronde (duur: 36 minuten)

## Rolbezetting
- Tom van Beek (Harry Brent)
- Els Buitendijk (Margaret Gotham)
- Paul van der Lek (sergeant George Blake)
- Jan Borkus (Prof. Phillip Jessup)
- Frans Somers (Dr. Carl Ewing)
- Hans Karsenbarg (Rex Andrews)
- Corry van der Linden (Susan Platt)
- Hans Veerman (Ruben Fairfax)
- Bert van der Linden (Jo Guerney)
- Johan te Slaa (Bill)
- Willy Brill (Bridget Williams)
- Bob Verstraete (Donald Williams)
- Herman van Eelen (korporaal Davis)